# 중리중학교 (대구)
중리중학교(中里中學校)는 대한민국 대구광역시 서구 중리동에 있는 공립 중학교이다.

## 학교 연혁
- 1980년 1월 24일 : 중리중학교 설립인가 (3개학년 45학급)
- 1980년 3월 1일 : 개교 (구 대성공고 건물에서), 초대 이대곤 교장 부임
- 1980년 3월 5일 : 제1회 입학식 (1학년 15학급)
- 1983년 2월 11일 : 제1회 졸업식 거행
- 2002년 10월 28일 : 「중리관」 준공
- 2003년 10월 23일 : 테니스장 개장
- 2006년 10월 7일 : 다목적 경기장 준공
- 2006년 10월 30일 : 해밀도서관 개관
- 2007년 10월 8일 : 사이버 도서관 개관
- 2011년 12월 20일 : 강당 보수
- 2021년 3월 1일 : 제20대 홍종란 교장 취임
- 2022년 2월 7일 : 제40회 졸업(졸업생 162명, 누계 20,050명)
- 2022년 3월 2일 : 제43회 입학식(161명 6학급)

## 참고 자료
- 중리중학교 - 한국교육학술정보원 학교알리미